# Better Than Love
„Better Than Love” – to utwór brytyjskiego synth popowego zespołu Hurts. Wydany został 23 maja 2010 roku przez wytwórnię płytową Major Label jako pierwszy singel zespołu z ich debiutanckiego albumu studyjnego, zatytułowanego Happiness. Twórcami tekstu są Hurts i Joseph Cross, którzy wraz z Jonasem Quantem zajęli się też jego produkcją. Do singla nakręcono także teledysk, a jego reżyserią zajął się Wiz. „Better Than Love” zadebiutował na 50. pozycji na liście przebojów w Wielkiej Brytanii. W maju 2011 roku utwór znalazł się jako strona A singla „Illuminated”.

## Pozycje na listach przebojów
| Kraj            | Lista (2010-11) | Pozycja |
| --------------- | --------------- | ------- |
| Holandia        | Single Top 100  | 88      |
| Niemcy          | Top 100 Singles | 66      |
| Szwajcaria      | Singles Top 75  | 56      |
| Wielka Brytania | Singles Top 100 | 50      |